# 周際釗
周際釗（？—？），字致甫，贵州贵阳人，清朝政治人物、進士出身。
嘉慶十四年（1809年）己巳科進士，三甲四十五名，后由庶吉士改刑部山東司主事。